# Adamu (król Asyrii)
Adamu (w transliteracji z pisma klinowego A-da-mu) – król Asyrii, w Asyryjskiej liście królów wymieniony jako jeden z 17 królów, którzy mieszkali w namiotach.